# MacGyver (2016) (seizoen 3)
Dit artikel vat het derde seizoen van MacGyver samen. Dit seizoen liep van 28 september 2018 tot en met 10 mei 2019 en bevat tweeëntwintig afleveringen. 

## Rolverdeling

### Hoofdrollen
- Lucas Till - Angus "Mac" MacGyver
- George Eads - Jack Dalton
- Tristin Mays - Riley Davis
- Justin Hires - Wilt Bozer
- Meredith Eaton - Matty Webber

### Terugkerende rollen
- William Baldwin - Elwood
- Tate Donovan - James MacGyver / 'Oversight'
- Reign Edwards - Leanna Martin
- Levy Tran - Desiree 'Desi' Nguyen
- David Dastmalchian - Murdoc
- Sibongile Mlambo - Nasha

## Afleveringen
| Nr. | Aflevering | Titel                               | Regisseur          | Schrijver(s)                     | Selectie gastrollen | Uitzenddatum      |  |
| --- | ---------- | ----------------------------------- | ------------------ | -------------------------------- | --- | ----------------- |  |
| 45 | 1          | Improvise                           | Stephen Herek      | Peter M. Lenkov Craig O'Neill    | Kate Bond - Jill Morgan Gil Darnell - Oleg Vadim Hakeem Kae-Kazim - Solomon                                                                        | 28 september 2018 |  |
| Mac is gelukkig met zijn nieuwe leven nu hij hulp biedt aan een dorp in Nigeria, maar dan ontmoet hij zijn vader die hem vertelt dat Jack in moeilijkheden zit. Een videofilm maakt duidelijk dat Jack met de voormalige leider van Wit-Rusland samenwerkt, die een leger op been wil brengen om zijn leiderschap terug te eisen. Met hulp van Bozer, Leanne en Riley lukt het Mac en zijn vader Jack te lokaliseren, en om te ontdekken dat Jack gevangen is genomen door de nieuwe leider van Wit-Rusland. Na het succesvol beëindigen van de operatie vertelt Matty aan de vader van Mac dat Phoenix Foundation niet zonder Mac kan, en overtuigt hem terug te treden als Oversight. Ondertussen is Jill op zoek naar de locatie van Murdoc, en wordt later door hem vermoord. |            |                                     |                    |                                  | |                   |  |
| 46 | 2          | Bravo Lead + Loyalty + Friendship   | Duane Clark        | Brian Durkin                     | Wolé Parks - Caleb Worthy Josh Stamberg - Paul 'Deacon' Hern Bobby Hernandez - terrorist 1 Derek Alfonso - terrorist 2 Jesse C. Boyd - Ryan Thorpe | 5 oktober 2018    |  |
| Mac is officieel terug bij de Phoenix Foundation, en wil zo snel mogelijk op jacht naar Murdoc. Al snel is hij samen met Jack verwikkeld in een reddingsoperatie van een voormalig teamlid, die in Honduras op de vlucht is na valse beschuldigingen van terrorisme. Ondertussen geeft Matty Leanne, Riley en Bozer de opdracht een telefoon te hacken van een crimineel die in Los Angeles is. Zij weet dat deze telefoon toegang biedt naar vele contactgegevens van diverse criminelen. |            |                                     |                    |                                  | |                   |  |
| 47 | 3          | Bozer + Booze + Back to School      | Tessa Blake        | Nancy Kiu                        | Lance Gross - Billy Colton Dennis Boutsikaris - Elliot Lambeau Jessejames Locorriere - Juliane Sloan Joshua Brady - Simon Jones                    | 12 oktober 2018   |  |
| Wanneer op een universiteit studenten door iemand worden gerekruteerd voor terroristische acties, vraagt Matty aan Mac, Bozer, Riley en Leanne om undercover te gaan voor een zoektocht naar deze persoon. Zij ontdekken dat deze persoon geïnteresseerd is naar nieuwe bomtechnologie. Ondertussen neemt Jack de plaats in van Riley om Billy Colton te helpen naar zijn jacht op een gevluchte gevangene, maar dit gaat niet helemaal zoals plan. |            |                                     |                    |                                  | |                   |  |
| 48 | 4          | Guts + Fuel + Hope                  | Peter Weller       | Rob Pearlstein                   | C. Thomas Howell - Vasil Andrea Powell - dr. Nakani Tiffany Denise Hobbs - serveerster                                                             | 19 oktober 2018   |  |
| Jack moet zich melden bij de CIA voor zijn rol in Wit-Rusland, en Leanne is bezig met een opdracht. Mac en Riley zijn nu op zich eigen aangewezen wanneer een tankauto vol met vloeibare zuurstof een gevaar dreigt te worden voor een kinderziekenhuis. Tijdens de reddingsoperatie worden zij tegengewerkt door een rebellengroep die wegblokkades opwerpen, en criminelen die de inhoud willen stelen van de tankauto. Ondertussen probeert Riley Mac ervan te overtuigen de uitnodiging van zijn vader te accepteren om samen te lunchen. |            |                                     |                    |                                  | |                   |  |
| 49 | 5          | Dia de Muertos + Sicarios + Family  | Eagle Egilsson     | Jim Adler Andrew Karlsruher      | Marco Rodríguez - Luis Gomez Santiago Segura - Enrique Cardoza Ray Benitez - sergeant Ivana J. Lewis - strijder                                    | 26 oktober 2018   |  |
| Mac en Jack keren samen met James terug naar Mexico om daar de drugskartelleider Luis Gomez op te pakken. Dit om Gomez de locatie te laten vertellen van de voormalige partner van James, Walsh. Na de arrestatie van Gomez maken zij hem klaar om hem het land uit te krijgen, maar wordt dan ineens uit wraak vermoordt door een lokale politieagent. Ondertussen gaan Bozer en Riley undercover in een woning om zo de overbuurman te bespioneren die in het geheim staatsgeheimen aan China verkoopt. |            |                                     |                    |                                  | |                   |  |
| 50 | 6          | Murdoc + MacGyver + Murdoc          | Stephen Herek      | Craig O'Neill                    | Allen Theosky Rowe - Liu Sarah Sokolovic - Amber Brady Bond - Cassian                                                                              | 2 november 2018   |  |
| Murdoc dwingt Mac te helpen in een zoektocht naar zijn vermiste zoon Cassian, dit door hem te vertellen dat hij Nasha, de vriendin van Mac, heeft laten ontvoeren door zijn handlanger. Murdoc verklaart dat zijn ex-vrouw Amber pas ontsnapt is uit een Servische gevangenis, en dat zij haar zoon terug wil. Terwijl zij Cassian terug vinden in Colombia, proberen Jack en Bozer de locatie te vinden waar Nasha gevangen wordt gehouden. Amber kan dan door het plegen van dubbelverraad ontsnappen met miljoenen dollars, en tegelijkertijd lukt het Mac Cassian te redden en Murdoc te arresteren. Murdoc gaat dan akkoord door terug te keren naar de gevangenis, in ruil voor veilige huisvestiging van Cassian. |            |                                     |                    |                                  | |                   |  |
| 51 | 7          | Scavengers + Hard Drive + Dragonfly | Gabriel Beristain  | Andrew Karlsruher                | Jimmy Akingbola - Joseph Brendan Hines - Ethan Raines Ric Reitz - Steckler Joy Sunday - Abina                                                      | 9 november 2018   |  |
| Wanneer een senator wordt gechanteerd door een belastende foto van zijn oude laptop, roept hij de hulp in van Matty. Hij vertelt haar dat op deze laptop een belangrijkere en geheime file staat met de naam project Dragonfly. Matty stuurt haar team op pad, en beseft al snel dat dit een naald in de hooiberg missie wordt nadat de harde schijf van de laptop in Ghana op een computervuilnisbelt wordt gelokaliseerd. In Ghana ontmoeten zij dan een zestienjarig meisje door een meedogenloze man op deze vuilnisbelt aan het werk wordt gezet om naar waardevolle spullen te zoeken. Na het succesvol beëindigen van de operatie kijkt Matty privé naar de file op de harde schijf, en ziet beelden van haar man Ethan Reigns in augustus 2010 verkondigen dat hij een undercoveroperatie begint voor de CIA. |            |                                     |                    |                                  | |                   |  |
| 52 | 8          | Revenge + Catacombs + Le Fantome    | Lily Mariye        | Brian Durkin                     | Emerson Brooks - Charlie Robinson Sean Cameron Michael - De Geest Holland Roden - Eileen Brennan Kellen Boyle - Patrick Quinn                      | 16 november 2018  |  |
| Matty heeft informatie dat de bommenlegger De Geest terug is, en dat hij een grote aanslag wil plegen. Zij geeft Mac, Riley en Bozer opdracht De Geest te lokaliseren en te arresteren, en krijgen hierbij hulp van de Britse officier Eileen Brennan. Brennan heeft haar eigen redenen om achter De Geest aan te gaan, deze is verantwoordelijk voor de moord op haar ouders. Mac ontdekt echter later dat Brennan Iers is en de dochter van De Geest is. |            |                                     |                    |                                  | |                   |  |
| 53 | 9          | Specimen 234 + PAPR + Outbreak      | Mike Martinez      | Lindsey Allen                    | Lance Gross - Billy Colton Rod Hallett - dr. Poppa Deidrie Henry - dr. Falama Konstantin Lavysh - Sala                                             | 30 november 2018  |  |
| Wanneer een dodelijk virus vanuit Centers for Disease Control and Prevention in Atlanta is verdwenen worden Mac, Jack en Bozer op onderzoek gestuurd. Het onderzoek leidt hen naar Roemenië, waar een zekere dr. Luke het virus wil gebruiken om wraak te nemen op de dood van zijn broer in een mijnongeluk. Ondertussen neemt Billy Riley mee voor een autoreis, waar zij onderweg het pad kruisen met een autodief. De reis eindigt met een verrassing voor Riley. |            |                                     |                    |                                  | |                   |  |
| 54 | 10         | Matty + Ethan + Fidelity            | David Straiton     | Andrew Karlsruher                | Brendan Hines - Ethan Raines Sendhil Ramamurthy - Samir Suehyla El-Attar - conciërge Manoli Ioannidis - Lutsky                                     | 7 december 2018   |  |
| Matty onthult een schokkend geheim, haar man Ethan is al voor acht jaar voor de CIA undercover in een criminele bende. Wanneer het geheim van zijn undercoveroperatie openbaar wordt, wordt Mac en zijn team op pad gestuurd om haar man te redden voordat het te laat is. Het team reist af naar Indonesië waar Ethan undercover is in een terroristische organisatie genaamd S Company. Na het succesvol beëindigen van de operatie ontdekt het team dat Ethan een nieuwe vrouw en een jonge dochter heeft. Later wil Matty dat Ethan terug naar zijn nieuwe vrouw en dochter gaat, omdat zij hem harder nodig hebben. |            |                                     |                    |                                  | |                   |  |
| 55 | 11         | Mac + Fallout + Jack                | Carlos Bernard     | Jim Adler                        | Shani Atias - prinses Zahra Seamus Dever - Griggs Jimmy Gonzales - Hadley Clint Jung - Samrozi                                                     | 4 januari 2019    |  |
| De rust bij Mac en Jack wordt wreed verstoord wanneer zij ontvoerd en opgesloten worden in een betonnen kamer door Griggs, een oude bekende van Mac van een missie in Jakarta dat verkeerd afliep. Door het voordoen dat Jack dood gaat lukt het Mac om Griggs te overmeesteren en hem bewusteloos te slaan. Ondertussen draagt Matty Riley, Bozer en Leanne op om een diamant te stelen met terroristische informatie van een prinses in Milaan. Bozer vraagt Leanne met hem samen te wonen in een nieuwe woning, om zo een nieuwe stap te maken in hun relatie. |            |                                     |                    |                                  | |                   |  |
| 56 | 12         | Fence + Suitcase + Americium-241    | Ron Underwood      | Brian Durkin                     | Bridget Regan - Charlotte Cole Faran Tahir - De Heler Greg Corbett - Lenny Cole Darren Darnborough - terroristenleider                             | 11 januari 2019   |  |
| Mac en zijn team gaan samenwerken met een vrouw die in het dagelijks leven een normale moeder is, en 's nachts een meesterdief. Zij willen samen met haar een van haar contacten oppakken, die actief is als een meestercrimineel. Hij heeft haar ingehuurd om een vuile bom te stelen, en zij willen dit voorkomen voordat deze bom in handen komt van terroristen. |            |                                     |                    |                                  | |                   |  |
| 57 | 13         | Wilderness + Training + Survival    | Brad Turner        | Joshua Brown Andrew Klein        | Vanessa Elese Garcia - Emma Justin Welborn - Giovanni David Chin - Cid Edward Gelhaus - Anton                                                      | 18 januari 2019   |  |
| Tijdens een survivaltraining in de bossen van Washington wordt Mac door een groep criminelen gevangen genomen. Terwijl Riley en Bozer zonder technologie proberen te achterhalen waar Mac gevangen wordt gehouden, blijft Mac in leven omdat hij de criminelen zijn hulp aanbiedt om het gestolen geld te vinden die zij kwijt zijn geraakt in een storm. Ondertussen krijgen Matty en Jack geloofwaardige bewijzen dat degene die Ethan belazerd heeft, tijdens zijn undercovertijd, zijn privéadres van hem en zijn familie hebben achterhaald. Het lukt hen Ethan en zijn familie op tijd te redden en hem te her lokaliseren op een veilig adres. Tijdens deze actie ontdekt de nieuwe vrouw van Ethan de geschiedenis van Ethan en Matty, en Matty belooft haar hen niet in de weg te staan in hun leven. |            |                                     |                    |                                  | |                   |  |
| 58 | 14         | Father + Bride + Betrayal           | Avi Youabian       | Sophia Lopez                     | Madalyn Horcher - Camila Roberto 'Sanz' Sanchez - Alonzo Adam Cole - bruidegom Anthony Dilio - Jacob                                               | 1 februari 2019   |  |
| Alonzo Olvera, een wapendealer op de zwarte markt, geeft zichzelf aan en wil Matty bewijzen geven van een lopende wapendeal, dit als Matty hem een veilige toegang tot Amerika geeft zodat hij bij de bruiloft van zijn dochter kan zijn. Matty neemt deze deal aan, en stuurt haar team naar de bruiloft om toch verzekerd te zijn dat Alonzo niet ontsnapt. Tijdens de bruiloft vallen gewapende criminelen binnen, en het team kan hun overmeesteren. Dan wordt Alonzo dood teruggevonden, en het blijkt dat hij gedood is door een cyanideinjectie. Mac ontdekt dat een gast van de bruiloft, die dicht bij Alonzo stond, achter deze aanval zit. Nadat de aanvaller succesvol is overmeesterd, vertelt Jack de groep dat hij de Phoenix Foundation verlaat. Hij wil zich richten op de jacht op de terrorist Tiberius Kovac, waarvan gedacht werd dat hij jaren geleden gedood was tijdens een explosie maar toch nog steeds in leven is. |            |                                     |                    |                                  | |                   |  |
| 59 | 15         | K9 + Smugglers + New Recruit        | Gabriel Beristain  | Rob Pearlstein                   | Presilah Nunez - ATF agente Maria Ramirez Riya Bhatia - Afghaanse dochter Ashlee Heath - moeder                                                    | 15 februari 2019  |  |
| Na een verrassende introductie van hun nieuwe teamlid Desi moet Mac en zijn team een politiehond beschermen, die een prijs op zijn hoofd heeft gekregen. Tijdens een schietpartij weet de hond te ontsnappen, en nu moet het team hem vinden voordat de criminelen dit doen. Het lukt hen de hond te vinden, maar niet voordat de hond en zijn trainer degene vinden die de prijs heeft uitgeloofd. Gelukkig willen de criminelen de hond niet doden, maar hem gebruiken voor hun eigen gebruik. Dit geeft het team tijd om hem te redden uit de handen van de criminelen. |            |                                     |                    |                                  | |                   |  |
| 60 | 16         | Lidar + Rogues + Duty               | Stephen Herek      | Don Perez                        | Chad Michael Collins - Reese James Devoti - agent Paxton David Diaz - soldatenleider David Alexander Kaplan - Kyle                                 | 22 februari 2019  |  |
| De Phoenix Foundation moeten het lichaam van de piloot bergen die met zijn vliegtuig is neergestort tijdens een testvlucht met een experimenteel lasernavigatiesysteem dat Mac heeft ontworpen. Tijdens de bergingsmissie wordt duidelijk dat de piloot nog in leven is met lichte verwondingen, dit zorgt ervoor dat de bergingsmissie een reddingsmissie wordt. Het lukt Mac en Desi de piloot te vinden, en met hem te ontsnappen van de lokale autoriteiten. Later lukt het hen ook om de verantwoordelijke op te pakken die het vliegtuig liet neerstorten. Ondertussen probeert Riley de hacker te identificeren die haar en Elwood door een arrestatieteam heeft laten arresteren. Matty en Riley ontdekken dan dat niet alleen de gegevens van Riley is gehackt, maar van iedereen van Phoenix met uitzondering van Desi. Zij moeten nu ontdekken wie het hack gepleegd heeft en deze tegenhouden voordat het te laat is.              |            |                                     |                    |                                  | |                   |  |
| 61 | 17         | Seeds + Permafrost + Feather        | Alexandra La Roche | Nancy Kiu Lindsey Allen          | Matthew Bellows - Oliver Carlos Leal - Jules Carsten Norgaard - Nils Madsen Matthew Jayson Cwern - Arthur                                          | 15 maart 2019     |  |
| Mac, Riley en Desi reizen af naar Groenland waar een man die in een extra beveiligde zadenbank werkte spoorloos is verdwenen. Daar aangekomen ontdekken zij een dood lichaam en een vermist zakje zaden uit de kist van Noord-Korea. Deze zaden kunnen gebruikt worden voor het maken van een dodelijk gif. Zij vrezen nu dat dit gebruikt wordt voor een terroristische aanval, en het lukt hen dan de verantwoordelijke te vinden die de zaden heeft gestolen. Ondertussen is Mac, met hulp van Bozer en Leanne, op zoek naar zijn vader, en vermoedt dat hij met iets geheims bezig is. Mac vindt zijn vader dan in een ziekenhuis, waar hij een behandeling ondergaat voor kanker. |            |                                     |                    |                                  | |                   |  |
| 62 | 18         | Murdoc + Helman + Hit               | Roderick Davis     | Lee David Zlotoff                | Michael Des Barres - Nicholas Helman Matthew Brady - chauffeur Erica Frene - Jenna Andre Reed - aanklager                                          | 5 april 2019      |  |
| De Phoenix Foundation ontdekt dat er een moordaanslag gepland is door wat zij denken Nicholas Helman, waarvan eerst werd gedacht dat hij gedood was door Murdoc. Helman werd gehuurd om bendeleden in Hongkong te vermoorden, die van plan waren om belangrijke bewijzen te laten verdwijnen. Het team bezoekt nu Murdoc in zijn geheime gevangenis voor zijn hulp in de jacht op Helman. Het blijkt nu dat Murdoc een val heeft opgezet, met hulp van zijn zoon, om zo Helman uit te schakelen. Wanneer Helman oog in oog staat met Murdoc volgt er een schietpartij, waar Helman en Bozer gewond raakt. Murdoc kan nu ontsnappen uit de gevangenis, maar kan later toch weer opgepakt worden. Als extra straf moet Murdoc nu zijn cel delen met Helman, die niet echt blij is met de laatste actie van Murdoc. |            |                                     |                    |                                  | |                   |  |
| 63 | 19         | Friends + Enemies + Border          | Andi Armaganian    | Justin Lisson                    | Faruk Amireh - Adnan David Bianchi - Oscar Mo Gallini - Daris Odelya Halevi - Sana Alla Korot - dr. Arza Terzic                                    | 12 april 2019     |  |
| Wanneer Mac en Desi in Bosnië en Herzegovina in een gevecht verzeild raken, raken zij hun telefoons kwijt en zo ook de communicatie met het hoofdkwartier. Dan ontmoeten zij een zwaargewonde douanebeambte en een familie die op de vlucht is. Zij besluiten de familie te helpen en Mac ontdekt dat de familie van Syrische afkomst is, en dat de douanebeambte neergeschoten werd door een groep mensen dat Syrische mensen uit het land wil houden. Ondertussen in Los Angeles is Bozer opgewonden wanneer hij in de nieuwe auto, met al zijn nieuwe snufjes, van het bedrijf mag rijden. Na het indrukken van de rem om de auto te starten beseft hij dat deze actie een bom heeft geactiveerd, en dat deze afgaat wanneer hij de rem loslaat. Het lukt Riley de bom onschadelijk te maken, en nu moeten zij zien te ontdekken wie voor het plaatsen van de bom verantwoordelijk was.                                                     |            |                                     |                    |                                  | |                   |  |
| 64 | 20         | No-Go + High-Voltage + Rescue       | Eagle Egillson     | Rob Pearlstein Andrew Karlsruher | Mandy June Turpin - Julie Hagan Andrew Brodeur - Ben Hagan Jeff Cole - Tyler Hagan Eileen Faxas - Nieuwslezeres                                    | 26 april 2019     |  |
| Wanneer in Bogota een jong stel wordt vermist gaat het team op onderzoek uit, en vinden het stel nadat Amerika het stel hulp heeft geweigerd voor immigratie. Het team ontdekt dan dat er in het gebied mensensmokkelaars actief zijn, en dat zij willige slachtoffers misbruiken voor hun eigen gewin. Ondertussen krijgt Sparky de robot updates dat hem in staat brengt emoties te herkennen, en Bozer en Riley ontdekken dan dat Mac en Desi gevoelens voor elkaar hebben. Dit maakt Bozer bezorgt over zijn beste vriend. |            |                                     |                    |                                  | |                   |  |
| 65 | 21         | Treason + Heartbreak + Gum          | Stephen Herek      | Nancy Kiu Lindsey Allen          | Lance Gross - Billy Colton Sheryl Lee Ralph - mama Colton George Tchortov - August Roth Jeff Bachar - Sammelier Diana Chiritescu - Ava Malone      | 3 mei 2019        |  |
| Ethan, de ex-man van Matty, vraagt haar hulp voor het beschermen van zijn leven en van zijn vrouw en dochter die het doelwit zijn van zijn oude criminele baas. Matty gaat nu undercover om een geheime lijst van CIA operaties te stelen als losgeld, maar dit resulteert in de ontvoering door de CIA van Ethan. Mac, Desi en Bozer gaan nu ook undercover om zo de locatie te vinden waar de familie van Ethan zit voordat het losgeld wordt betaald, maar vinden dan alleen de vrouw en niet de dochter. Het lukt hen meer tijd te regelen, en vinden dan de criminele baas en de dochter van Ethan. Ondertussen reist Riley naar Parijs om daar Billy en mama Colton te helpen met het vangen van twee internationale gezochte vluchtelingen. Riley ontdekt dan dat Billy haar bedrogen heeft, en besluit na het succesvol afsluiten van de operatie het uit te maken met Billy.                                                          |            |                                     |                    |                                  | |                   |  |
| 66 | 22         | Mason + Cable + Choices             | Maja Vrvilo        | Jim Adler                        | Emerson Brooks - Charlie Robinson Peter Weller - Mason CC Castillo - manager Jacobi Howard - LAPD commissaris                                      | 10 mei 2019       |  |
| Wanneer een bom wordt gevonden in het Phoenix gebouw raakt Charlie, een oude vriend van Mac, gevangen in een lift met boobytraps. Het team ontdekt dat de bom het werk is van Elliot Mason, een voormalige militaire officier die het verkeerde pad opging. Mac moet nu al zijn specialiteiten inzetten om de bom te ontmantelen, maar Mason was hierop al voorbereid. Mason eist nu van Mac dat hij een keuze maakt, het redden van zijn vriend of het leven van honderd onschuldige mensen. Charlie maakt de keuze nu voor Mac, en offert zichzelf op door het laten afgaan van de boobytraps. Mason biecht dan op dat hij wraak wil voor de dood van zijn zoon dat door James MacGyver werd veroorzaakt, en dat hij nu uit wraak voor James jacht zal blijven maken op Mac. |            |                                     |                    |                                  | |                   |  |